# ババ・ヴァンガ

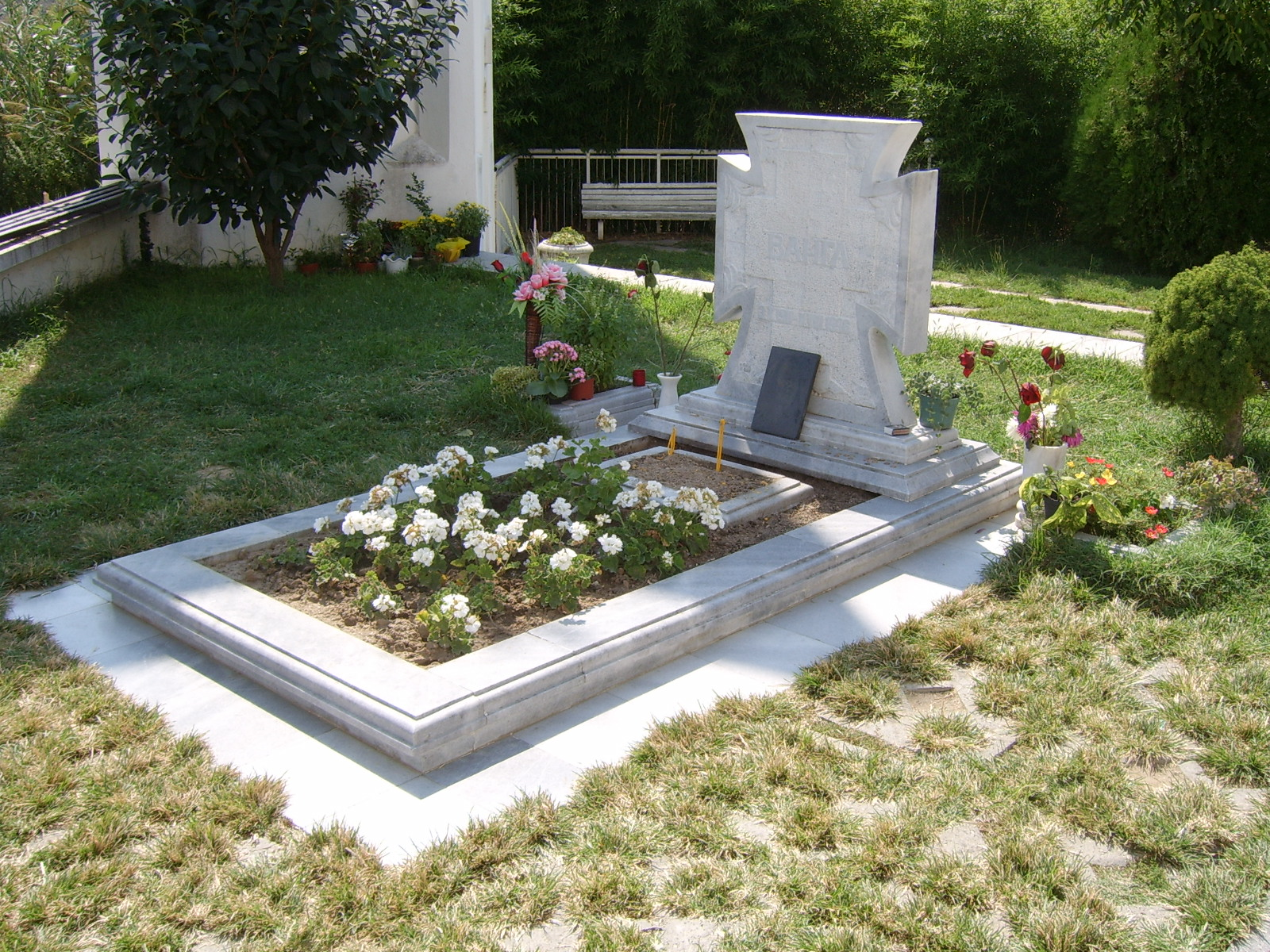
ババ・ヴァンガの墓

ババ・ヴァンガことバンゲリヤ・パンデバ・ディミトロバ（ブルガリア語: Вангелия Пандева Димитрова、1911年1月31日 - 1996年8月11日）は、ブルガリアの予言者。ストルミツァ出身。
「ババ」はブルガリア語で「おばあちゃん」という意味がある。

## 経歴
12歳のときに竜巻に飲み込まれ、激しい砂嵐で両目を傷つけられて失明し、盲目となった。それ以来、予知能力が身についた。本人は、普通の人間には見えない不思議な生き物が、未来の出来事を予知夢として教えてくれると主張していた。
予言の的中率は70〜80%、または85%といわれている。第二次世界大戦の勃発、チェルノブイリ原子力発電所事故、ソビエト連邦の崩壊、ダイアナ妃の死去、アメリカ同時多発テロ事件、スマトラ島沖地震、バラク・オバマの大統領当選、東北地方太平洋沖地震、福島第一原子力発電所事故、イスラム国の台頭、新型コロナウイルスの流行などを予言したともいわれる。生前にはアドルフ・ヒトラーの訪問を受けて、戦況の推移を尋ねられたこともある。
1996年に乳癌で死去。死後、予言の多くは衝撃的なものだったためにブルガリア政府によって国家機密扱いされた。しかし2014年に政権交代されたため、その予言の一部が解禁されている。その内容には、地球環境の大きな変化、戦争、人類滅亡などを思わせるものも含まれ、5079年に人類が現在の宇宙から別の宇宙に行くため世界が終わるとしている。
しかし「当たっているのは抽象的な内容の予言だけで、国の名前など具体的な内容を言った予言はすべてはずれている」「本人は読み書きができず、しかも予言の内容はブルガリア政府に独占されているので、本物かどうかの検証ができない」「的中率はヴァンガに相談した者へのアンケートで集めた結果だが、相談者はヴァンガを信じていたはずなので、アンケート回答に先入観が入っていた可能性もある」という指摘もある。